# Bandeira da Região Autónoma da Madeira

2:3 Bandeira da Madeira

A bandeira da Região Autónoma da Madeira foi criada pelo Decreto Regional nº 30/78/M, de 12 de setembro de 1978. Juntamente com o brasão de armas, foi regulamentada pelo Decreto Legislativo Regional nº 11/91/M, de 24 de abril de 1991, estes elementos constituem as insígnias regionais. Além das insígnias é ainda símbolo da Autonomia Política da Região Autónoma da Madeira o Hino da Região.
Configura-se num retângulo com proporção de dois de altura por três de largura, igualmente dividido em três faixas verticais; os retângulos dos extremos são de azul, e o rectângulo intermédio, de ouro; sobre este último, figura a cruz da Ordem de Cristo. O azul representa o meio ambiente que carateriza a insularidade e representa a nobreza, a formusura e a serenidade. O ouro espelha a amenidade do clima do Arquipélago, símbolo de riqueza, força, fé, pureza e constância.